# Quercus frutex
Quercus frutex är en bokväxtart som beskrevs av William Trelease. Quercus frutex ingår i släktet ekar, och familjen bokväxter. Inga underarter finns listade.